# Oktyabrszkij járás (Amuri terület)
Az Oktyabrszkij járás (oroszul Октя́брьский райо́н) Oroszország egyik járása az Amuri területen. Székhelye Jekatyerinoszlavka.

## Népesség
- 1989-ben 23 127 lakosa volt.
- 2002-ben 22 761 lakosa volt.
- 2010-ben 19 679 lakosa volt.